# Infiniti G
El Infiniti G (Q50 y Q60 a partir de 2013) es un automóvil del segmento D producido por el fabricante japonés Infiniti entre los años 1990 y 1996, y luego desde 1998. Entre los competidores del G se encuentran el Acura TSX, Nissan 350Z, Audi A4, el BMW Serie 3, el Lexus IS, el Mercedes-Benz Clase C, el Saab 9-3 y el Volvo S60.
Las primeras dos generaciones del G son esencialmente idénticas a los Nissan Primera de primera generación (P10) y segunda generación (P11). Se vendían únicamente con carrocería sedán de cuatro puertas. El único motor era un gasolina de cuatro cilindros en línea y 2.0 litros de cilindrada, que se ofrecía con caja de cambios manual de cinco marchas o automática de cuatro marchas. la primera se vendió entre los años 1990 y 1996, y la segunda entre 1998 y 2002.
La tercera generación del G fue puesta a la venta a mediados de 2002. Está emparentada con el Nissan Skyline V35, el Infiniti FX y el Infiniti M. Su motor gasolina es un V6 de 3.5 litros de entre 265 y 302 CV de potencia máxima. Se ofrecía con carrocerías sedán o cupé, con tracción trasera ("Infiniti G35") o a las cuatro ruedas ("Infiniti G35x"), y con una caja de cambios manual de seis marchas o una automática de cinco marchas.
La cuarta generación del G, puesta a la venta a fines de 2007, coincide con el Skyline V36. Mantiene la plataforma de la generación anterior pero recibe motores gasolina V6 nuevos: un 2.5 litros de 218 CV ("Infiniti G25"), un 3.5 litros de 306 CV ("Infiniti G35") y un 3.7 litros de 320 CV ("Infiniti G37").
La quinta generación del modelo cambio de denominación a Infiniti Q50 para la variante sedán. Se estrenó en el Salón del Automóvil de Detroit de 2013 y se comenzó a vender en el tercer trimestre de ese año. Los motores de gasolina son un cuatro cilindros en línea de 2,0 litros y (214 CV, y un V6 de 3,7 litros y 333 CV. También se ofrece un híbrido eléctrico-gasolina, que eroga 364 CV. En tanto, el Diesel es un cuatro cilindros de 2,2 litros y 170 CV.